# هیپویدو اسید
هیپویدو اسید (به انگلیسی: Hypoiodous acid) با فرمول شیمیایی HIO یک ترکیب شیمیایی با شناسه پاب‌کم ۱۲۳۳۴۰ است. که جرم مولی آن 143.89 g/mol می‌باشد. 